# Acabaria nuttingi
Acabaria nuttingi är en korallart som beskrevs av Sydney John Hickson 1937. Acabaria nuttingi ingår i släktet Acabaria och familjen Melithaeidae. Inga underarter finns listade i Catalogue of Life.